# 鉄道特別司法警察隊

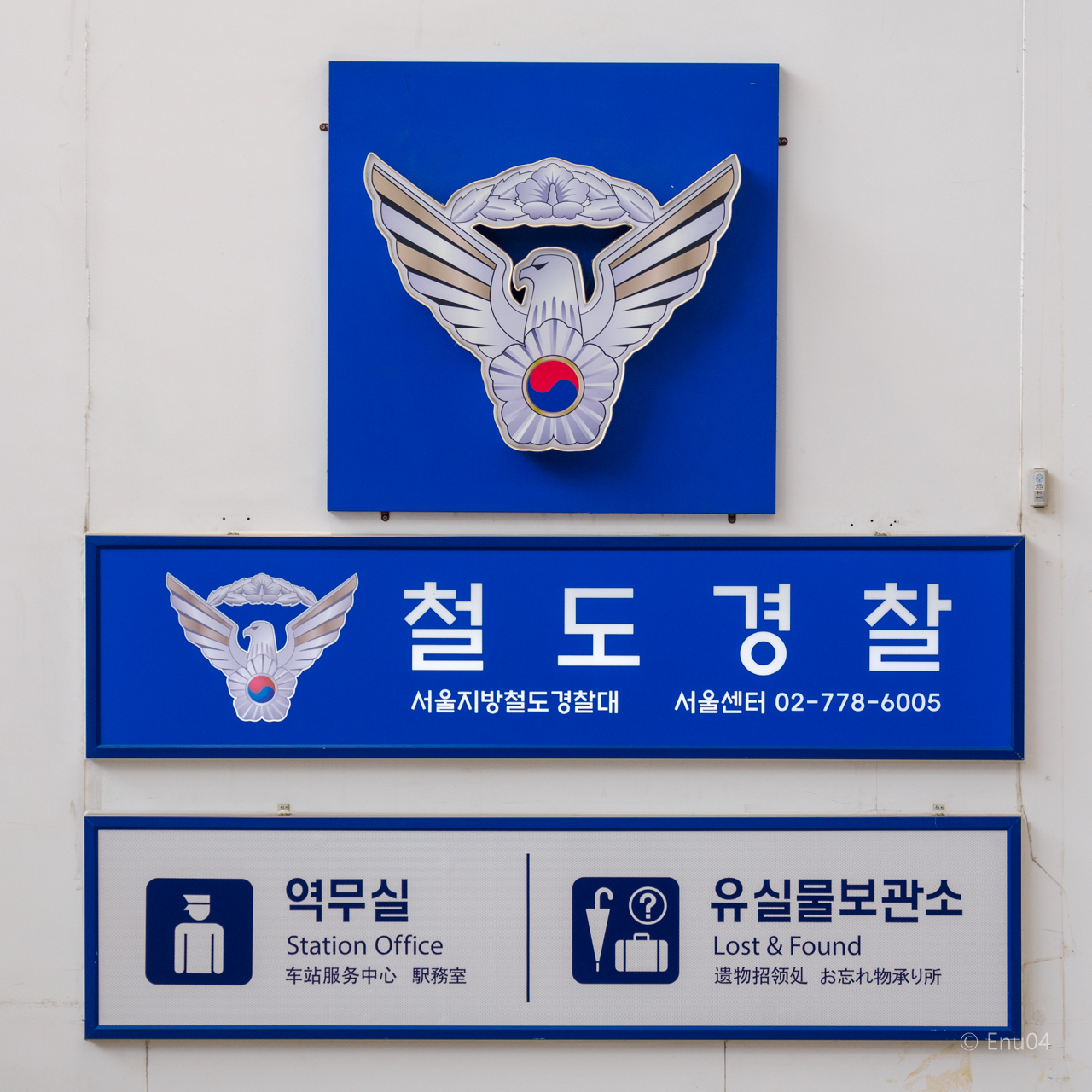
鉄道特別司法警察隊の紋章

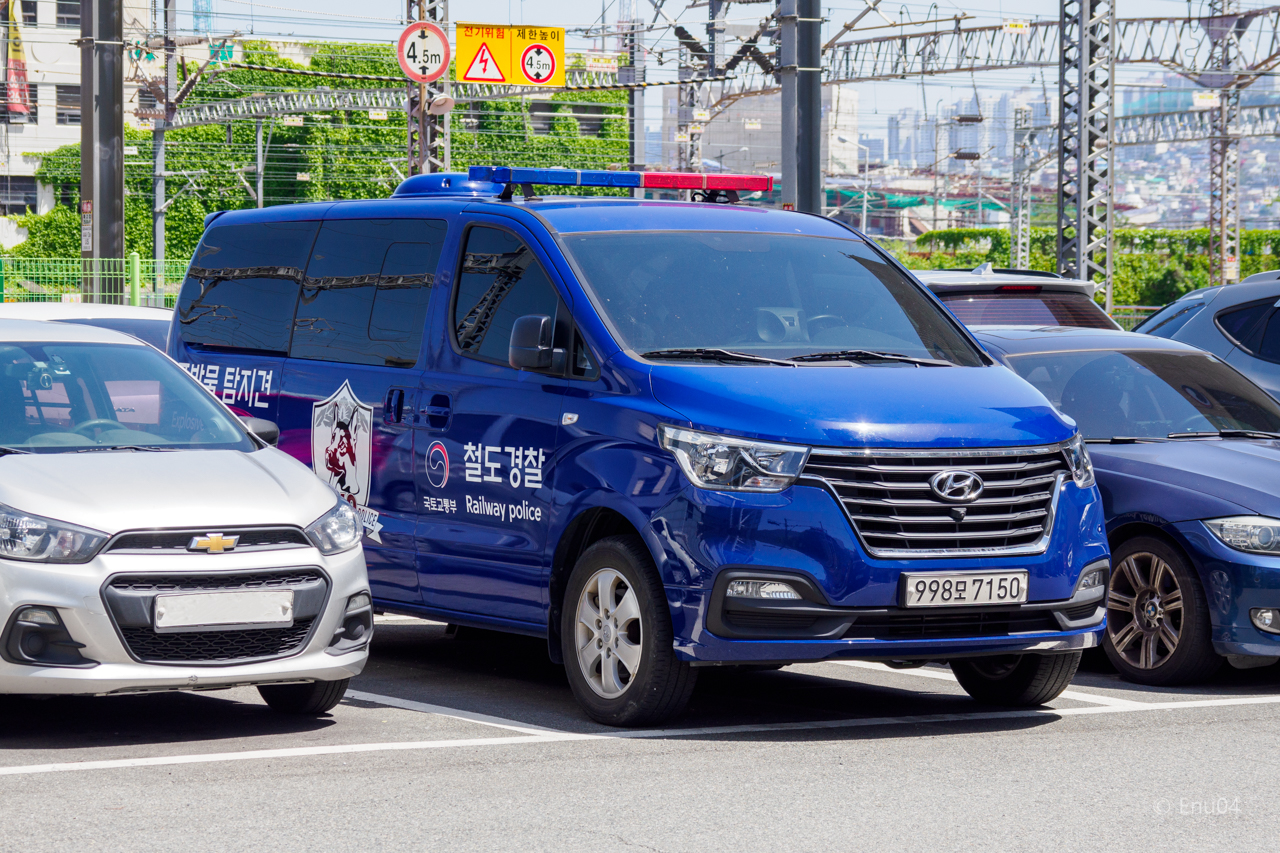
鉄道特別司法警察隊のパトカー（現代・スタレックス）

鉄道特別司法警察隊（てつどうとくべつしほうけいさつたい、朝鮮語: 철도특별사법경찰대）は韓国鉄道公社の路線・施設内の治安維持を担当する大韓民国国土交通部の司法機関である。旧称は「鉄道公安（てつどうこうあん、朝鮮語: 철도공안）」。
本部は大田広域市東区中央路242番地の鉄道合同庁舎8階に位置する。大田周辺は本部直轄、それ以外は下部組織として「地方鉄道警察隊」を置く。
管轄は韓国鉄道公社が運行する国鉄路線、並びに水西平沢高速線、空港鉄道、新盆唐線。なお、地下鉄は各警察庁所属の「地下鉄警察隊」が担当する。

## 歴史
- 1963年4月:鉄道公安の創設。交通部に所属。
- 1966年6月:交通部から鉄道庁が分離。鉄道庁に所属。
- 1979年10月:公務員任用令改正、鉄道公安職列新設。
- 1986年10月:家出人相談所設置
- 2005年1月:鉄道庁が廃止され、鉄道公安は建設交通部（現在の国土交通部）に移管。
- 2008年6月:「司法警察管理の職務を行うべき者及びその職務の範囲に関する法律」の改正で職務範囲が拡大される。
- 2009年12月:「鉄道特別司法警察」に名称変更。

## 主な業務
- 駅構内や列車内の治安維持
- 鉄道犯罪の捜査、事件送致など司法警察管理の職務遂行
- 即決審判請求と被疑者の護送と待合室の管理
- 警察庁と鉄道公社との業務協定締結·運用
- 犯罪に関する情報の収集と他の機関との捜査協力
- 地方鉄道特別司法警察と鉄道特別司法警察センターの指導·監督
- 鉄道特別司法警察官の対テロ予防業務に関する事項

## 組織
- 隊長 
  - 管理課
  - 計画課
  - 捜査課
  - 大田鉄道警察センター
  - 西大田鉄道警察センター
  - 天安鉄道警察センター
  - 天安牙山鉄道警察センター
  - 亀尾鉄道警察センター

### 地方鉄道警察隊
- ソウル地方鉄道特別司法警察隊
- 釜山地方鉄道特別司法警察隊
- 光州地方鉄道特別司法警察隊
- 栄州地方鉄道特別司法警察隊